# 리틀 보이
리틀 보이(Little Boy)는 1945년 8월 6일, 일본 히로시마에 투하된 핵폭탄에 부여된 코드명이다. 폴 티베츠 대령이 조종하는 에놀라 게이라는 애칭을 가진 B-29 폭격기가 티니언섬의 북쪽 비행장에서 이륙, 2531 km 떨어진 히로시마에 도착, 약 31,000 피트(9,450 미터)의 고도에서 투하되었고, 일본 표준시 오전 8시 15분에 해발 1,800 피트(550 미터) 상공에서 폭발하였다.
리틀 보이는 전쟁에서 사용된 최초의 핵무기이며, 실제 사용된 두 핵무기 중 하나로 다른 하나는 나가사키에 투하된 팻 맨이다.

## 이름
제2차 세계대전 당시 총 3개의 핵폭탄 설계 프로젝트의 명칭("Fat Man", "Thin Man", 그리고 "Little Boy")은 그 프로젝트에 참여했던 로스 알라모스의 디렉터 로버트 오펜하이머의 학생이었던 로버트 서버(Robert Serber)가 명명했다고 전한다. 이후 그의 기억에 의하면, 그는 그 폭탄의 모양에 따라 이름을 선택했다고 한다. ‘날씬한 남자’(Thin Man)은 매우 긴 기체였을 것이며, 똑같은 이름의 대쉘 해밋의 탐정소설과 영화로부터 왔을 것이다. 뚱뚱이(Fat Man)는 둥글고, 뚱뚱했으며, 시드니 그린스트리트의 몰타의 매에 등장하는 인물인 캐스퍼 것맨(Kasper Gutman)이라는 등장인물의 이름을 딴 것이다. 리틀보이는 맨 마지막에 제조되었으며, 씬 맨 폭탄과 대조시키기 위해 지은 이름이다. 원래 씬 맨은 17피트 길이로 예정되어 있었으나, U-235이 더 느린 추진 속도를 필요로 한다는 것을 알게 되었었을 때, 특별한 조치가 필요해졌다.

## 위력

리틀보이의 길이는 약 3.3m이고 지름이 71 cm, 무게가 4.7톤이며, 이 리틀보이의 폭발력은 TNT로 약 1만 5천 톤(15 kt)이다. 보통은 15 kt급 핵폭탄을 히로시마급이라고 말하며, 핵폭탄 위력의 표준 도량형으로 국제적으로 사용되고 있다. U-235로 만들어졌다.
1945년 8월 6일 오전 8시 15분, 미군은 세계 최초의 원자 폭탄인 리틀 보이를 히로시마시의 중심부에 투하했다. 당시 히로시마시의 인구는 약 34만 명이었으나. 폭심지에서 12킬로미터 범위내 8만 명이 8월 6일 당일에 사망했고, 1945년 12월 말까지 추가로 6만 명이 사망해 사망자수는 14만 명으로 집계되었다.

## 역사
리틀 보이를 만드는 데 주도적인 역할을 한 과학자는 8명이다. 일반적인 상식과는 달리 프랭클린 D. 루스벨트(FDR)에게 편지를 보낸 사람은 아인슈타인이 아닌 질라드였으며, 아인슈타인은 그 편지에 서명을 해준 것뿐으로 실제로 프로젝트에 대해서는 전혀 모르고 있었다.
1939년 8월, 질라드와 유진 위그너는 아인슈타인 편지의 초안을 작성했다. 그들은 아인슈타인에게 서명을 받아 프랭클린 D. 루스벨트 대통령에게 전달했다. 루스벨트 대통령은 국립 표준 연구소의 리먼 브리그스를 우라늄 고문 위원회 위원장으로 임명해 그 편지의 내용을 조사하라고 지시했다. 브리그스는 1939년 10월 21일 위원회를 열였으며, 여기에는 질라드, 위그너, 에드워드 텔러가 참석했다. 1939년 11월 위원회는 루스벨트 대통령에게 "우라늄이 현존하는 어떤 폭탄보다도 더 강력한 폭발력을 낼 수 있다"는 보고를 하였다. 1942년 루스벨트 대통령은 맨해튼 계획을 지시했다. 개헌으로 4선에 성공한 루스벨트 대통령이 4번째 임기 초반인 1945년 4월 12일 조깅 중 뇌출혈로 급사하고, 강경파인 해리 S. 트루먼 부통령이 대통령으로 승계받았다. 1945년 7월 세계 최초의 핵실험인 트리니티 핵실험에 성공했으며, 1945년 8월 6일 일본 히로시마에 리틀 보이를 투하했다. 강경파인 트루먼 대통령은 일본 핵공격으로 재선에 성공했다.
1. 오펜하이머 (1904년 ~ 1967년, 미국)
2. 노이만 (1903년 ~ 1957년, 미국) - 원자폭탄이 지상 몇 미터에서 떨어져야 가장 많은 피해를 보는지 계산.
3. 위그너 (1902년 ~ 1995년, 미국) - 원자로 건설에 종사.
4. 질라드 (1898년 ~ 1964년, 미국)
5. 콤프턴 (1892년 ~ 1962년, 미국) - 핵분열 원자로 개발과 핸퍼드의 플루토늄 생산 원자로 건설을 총괄지도.
6. 로런스 (1901년 ~ 1958년, 미국) - 우라늄 235의 전자기적 분리 방식을 이용하여 원자폭탄 리틀보이 제조에 중요한 역할을 함.
7. 보어 (1885년 ~ 1962년, 덴마크)
8. 페르미 (1901년 ~ 1954년, 이탈리아 출생, 미국으로 귀화) - 위그너와 함께 리틀보이를 만듦.

## 같이 보기
- 팻 맨: 나가사키시에 투하된 핵폭탄
- 맨해튼 계획
- 히로시마와 나가사키의 원자 폭탄 투하